# Inverness Highlands North
Inverness Highlands North – jednostka osadnicza w Stanach Zjednoczonych, w stanie Floryda, w hrabstwie Citrus.